# Corynebacterium glutamicum
Il Corynebacterium glutamicum è un batterio Gram positivo, utilizzato a livello industriale per la produzione degli amminoacidi lisina e glutammato.